# Packgas
Packgas ist die Bezeichnung für ein Gas oder Gasgemisch (Schutzatmosphäre), das beim Verpacken von Lebensmitteln als Ersatz für Luft verwendet wird, um die Haltbarkeit des Lebensmittels und damit die Regalzeiten zu verlängern. Der Prozess des Verpackens wird Modified Atmosphere Packaging (MAP) genannt. Unter den Zusatzstoffen für Lebensmittel stellen die Packgase eine eigene Funktionsklasse dar. Mit Packgasen verpackte Lebensmittel müssen die Kennzeichnung „Unter Schutzatmosphäre verpackt“ tragen. Voraussetzung für das Verpacken unter Schutzatmosphäre ist, abgesehen von der Verpackung für frisches Obst und Gemüse, eine gasdichte Verpackung.

## Zusammensetzung und Wirkungsweise
Als Packgase zugelassen sind Mischungen folgender Gase (E-Nummern in Klammern):
- Kohlendioxid (E 290)
- Stickstoff (E 941)
- Sauerstoff (E 948)
- Argon (E 938)
- Helium (E 939)
- Wasserstoff (E 949)

Die Zusammensetzung des Packgases (Mischungsverhältnis der Gase) ist an das zu verpackende Produkt anzupassen. Meist wird eine Mischung aus Kohlendioxid und Stickstoff verwendet, um den Luftsauerstoff zu verdrängen und damit den Verderbnisprozess zu verlangsamen. Bei Frischfleisch wird hingegen eine Mischung mit sehr hoher Sauerstoffkonzentration verwendet, um das Fleisch in der Verpackung länger rot und frisch erscheinen zu lassen. Frisches Obst und Gemüse braucht aufgrund der Zellatmung eine Sauerstoffkonzentration von 3–10 %.